# Нан Мадол
Нан Мадол (на понпейски: Nan Madol – „пространство между“) е древен изкуствен архипелаг, състоящ се от група изкуствени острови, свързани с канали. Бил е столица на древна държава.
Разположен е на територията на съвременната държава Микронезия (Федерални микронезийски щати), в щата Понпей.
Строителство му се развива интензивно към 13-и и началото на 14 век, като комплексът става седалище на местната династия Содельор. Обитаван е до края на 15 век.
Комплексът е изпълнявал както политическа, така и религиозна (култова) роля. Често е наричан „Тихоокеанската Венеция“.

## История
Нан Мадол е церемониалното и политическото седалище на династията Содельор, която обединява населението на Понпей от около 25 000 души през 1628 г. Леко отдалечен от основната суша на Понпей, той представлява сцена на човешка дейност още от 1 – 2 век от новата ера. Към 8 или 9 век започва строителството на комплекса, включително отличителните мегалити от 1180 – 1200 г.
Относно мегалитната конструкция съществуват малко сведения. Понпейската традиция твърди, че строителите от Кошрай (там има подобни постройки) мигрират в Понпей, където използват уменията и опита си да построят дори по-внушителен комплекс. Радиовъглеродно датиране, обаче, показва, че Нан Мадол е по-стара постройка от тази на Кошрай и вероятно връзката е обратна.
Според понпейската легенда, Нан Мадол е построен от близнаците магьосници Олисихпа и Олосохпа. Те пристигнали на голямо кану в търсене на място да построят олтар, на който да боготворят бога на земеделието. След няколко неуспешни опита, двамата братя успешно построили олтара, където провеждали ритуалите си. Според легендата, братята повдигали големите камъни с помощта на дракон.
Полският етнограф и океанограф Ян Кубари (1846 – 1896) съставя първото подробно описание на Нан Мадол през 1874 г.

## Цел и характеристики
Елитният център е бил специално място за обитаване от благородници и за погребални дейности. Населението на комплекса със сигурност не е надминавало 1000 души, а през повечето време е било и по-малко от половината на това. Макар много от жителите да са вождове, по-голямата част са обикновени граждани. Нан Мадол служи от части като начин за управляващата династия Содельор да организира и контролира потенциалните съперници, като изисква от тях да живеят в града, а не по родните си места, където дейностите са по-трудни за наблюдение.
Погребалният сектор е съставен от 58 малки островчета в североизточната част на Нан Мадол. Повечето от островчетата някога са били домове на свещениците. Някои островчета са имали специална цел: приготвяне на храна, строителство на канута и приготвяне на кокосово масло. Най-видният е кралският погребален остров, чиито стени са високи 5,5 – 7,5 метра и обкръжават централна гробница. Той е построен за първия член на династията.

## Храна и вода
На Нан Мадол няма прясна вода или храна. Водата трябва да бъде събирана, а храната – отглеждана в континенталните части. По времето на Содельор, понпейците донасяли храна и вода с лодки.
Около 1628 г., когато Изокелекел свалят Содельорите, вождовете живеят в Нан Мадол, но им се налага да си набавят вода за себе си и да си отглеждат собствена храна. Смята се, че вероятно това ги е накарало накрая да изоставят Нан Мадол, макар да съществуват и други теории относно изоставянето на комплекса.

## Археология
Днес Нан Мадол образува археологически район, покриващ над 18 km2 и включва каменна архитектура, построена върху коралов риф. Ядрото на обекта с каменните си стени обхваща площ от около 1,5 ₓ 0,5 km, съдържаща близо 100 изкуствени островчета – каменни и коралови платформи, оградени от приливни канали.
Радиовъглеродно датиране показва, че мегалитната конструкция на Нан Мадол е започнала около 1180 г., когато големи базалтови камъни са взети от вулканичен нек от другата част на Понпей. Най-ранното заселване на Понпей е от около 1 г., макар датирането да сочи, че човешката дейност започва от около 80 – 200 г.
През 1985 г. руините на Нан Мадол са обявени за Национален исторически паметник. Днес се полагат големи усилия за запазването им.